# 柴田博史
柴田 博史（しばた ひろし、1971年5月7日 - ）は、日本の声優、ナレーター。リベルタ所属。長崎県出身。趣味は演劇鑑賞、サッカー観戦。特技は中国拳法、空手。

## 声の出演・ナレーション

### TV番組
- NTV「最高の夏休み」（ボイスオーバー）

### TVCM
- 「トヨタ　アイシス」　他

### ラジオCM
- 「マクドナルド」
- 「JXグループ　童話の花束プレゼント」　他

### 吹替え
- 「ホワイトハウス」
- 「ダイナソーファイター」
- 「マックスヘッドルーム」
- 「スペースウォーズ」　　　他